# Église de Kannonkoski
L'église de Kannonkoski (finnois : Kannonkosken kirkko) est une église luthérienne  située à Kannonkoski en Finlande,.

## Architecture
L'édifice de  style fonctionnaliste  est conçue par Pauli Blomstedt et construite en 1938.
Avec les églises de églises de Nakkila, Rajamäki et de Varkaus, elle est l'une des rares églises de style fonctionnaliste construite en Finlande dans les années 1930. 
L'église de Kannonkoski est monument protégé et la direction des musées de Finlande l'a classée parmi les sites culturels construits d'intérêt national.
Le monument est bien connu des experts et une maquette était déjà exposée lors de l'exposition universelle de 1937 à Paris.

## Galerie

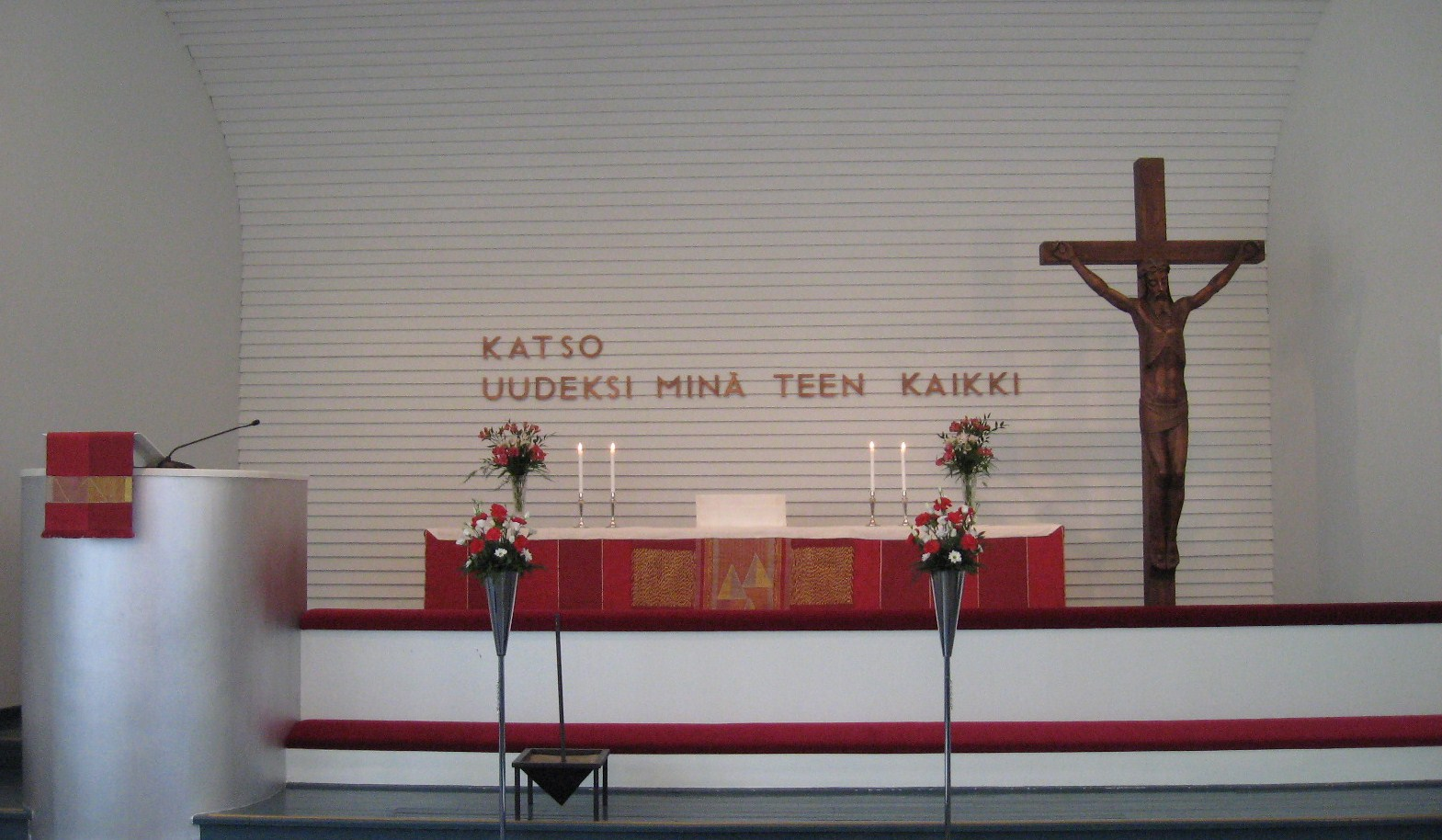
L'autel.